# Gymnopilus lacticolor
Gymnopilus lacticolor là một loài nấm thuộc họ Cortinariaceae.